# 厄爾·威爾伯·薩瑟蘭
小厄尔·威尔伯·萨瑟兰（英語：Earl Wilbur Sutherland Jr.，1915年11月19日—1974年3月9日），美國生理學家，出生於堪薩斯州，於1971年因為關於荷爾蒙，尤其是腎上腺素作用機制的研究，而獲得了諾貝爾生理學或醫學獎。

## 外部連結
- Nobel link（页面存档备份，存于）
- Nobel archive link （页面存档备份，存于）
- Lasker link
- NAS link
- Case-Western link